# Kallax
Kallax est une localité de la commune de Luleå dans le comté de Norrbotten en Suède.
Sa population était de 488 habitants en 2019.